# Herb Kujaw
Herb Kujaw – herb ziemski, symbol ziemi kujawskiej, księstwa kujawskiego (gniewkowskiego, inowrocławskiego, brzeskokujawskiego i bydgosko-wyszogrodzkiego), jak i późniejszych województw kujawskich – inowrocławskiego i brzeskokujawskiego – wchodzących w skład Korony Królestwa Polskiego.

## Blazonowanie
Cuyaviensis terra, in qua pars una medietatem aquile rubee coronate in campo glauco et pro altera medietate medietatem leonis nigri coronati eciam in campo glauco pro insigni portat.

„W tarczy czerwony połuorzeł i czarny połulew, razem ukoronowane”.

Województwo kujawskie brzeskie używa za herb orła czarnego połowicę, a lwa czarnego, grzbiety do siebie, o jednej koronie na żółtem polu.

Woiewodztwo Brzeskie, używa puł Orłá białłego á puł Lwá cżarnego w Koronie, grzbiety do śiebie obróconemi, ná złotym polu.
Woiewodztwo Inowrocłáwskie tákże, ábowiem oboie te Woiewodztwá Kuiáwska źiemia zwano, ktora potym ná dwoie Woiewodz. rozdźielono.

Herb obu województw kujawskich był jeden, to jest pół orła białego i pół lwa czarnego, grzbietami do siebie obróconych i jedną uwieńczonych koroną na polu złotem.

## Historia
Hybryda kujawska, w postaci połuorła połączonego z połulwem i zwieńczonych wspólną koroną, pochodzi w II połowy XIII wieku z pieczęci książąt kujawskich z rodu Piastów. 
Najstarszy znany jego wizerunek widnieje na pieczęci księcia kujawskiego Ziemomysła z 1268 roku, władcy księstwa inowrocławskiego. Hybryda kujawska występuje również na pieczęci księcia sieradzkiego Leszka Czarnego, księcia łęczyckiego Kazimierza i księcia kujawskiego Władysława Łokietka.  
W pierwszych przedstawieniach hybrydy kujawskiej często układ obu części godła był odwrotny, zdarzało się też pomijanie korony. Początkowo był znakiem osobistym książąt piastowskich, który z czasem stał się dziedzicznym znakiem ich linii. 
W połowie XIV wieku, za panowania Kazimierza Wielkiego, hybryda stała się herbem terytorialnym dzielnicy kujawskiej. W późniejszym czasie herb stał się symbolem dwóch kujawskich województw: brzeskokujawskiego i inowrocławskiego.

## Galeria

### Herby i pieczęcie książąt kujawskich

Pierwotny herb książąt kujawskich
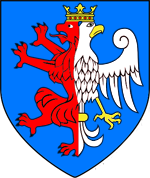
Herb książąt kujawskich z koroną
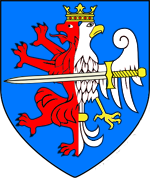
Herb Leszka inowrocławskiego
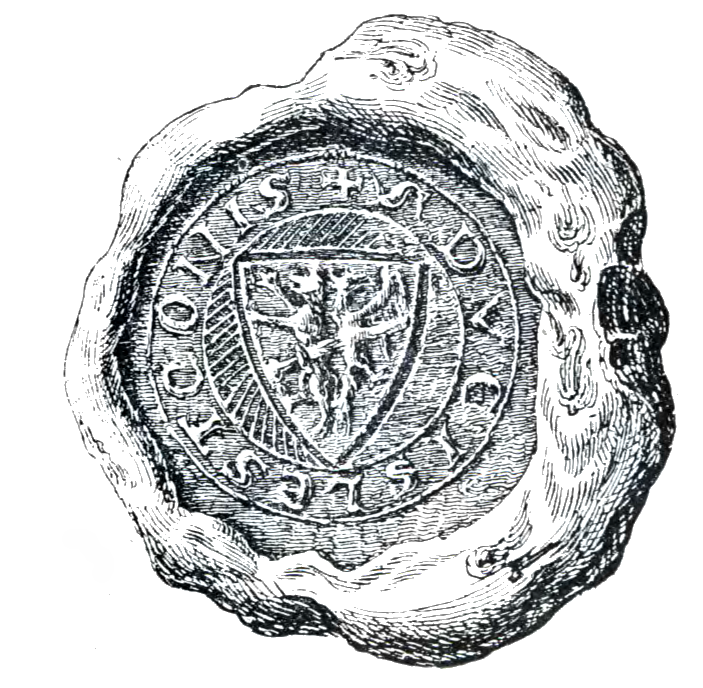
Pieczęć Leszka inowrocławskiego
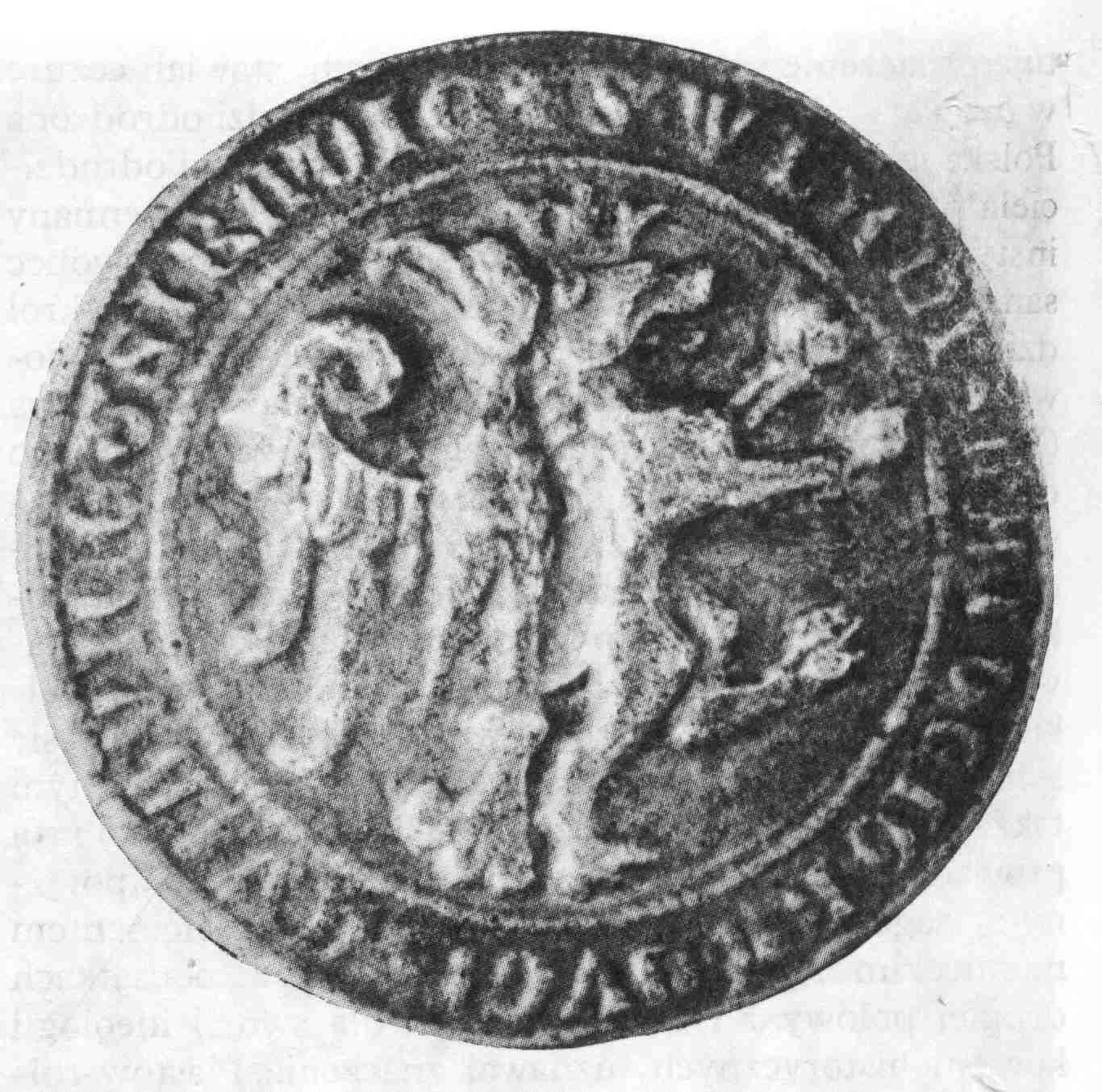
Pieczęć Władysława Łokietka
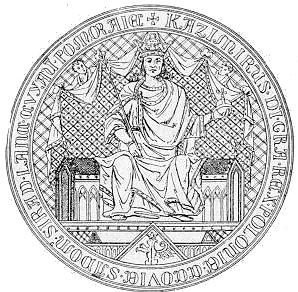
Pieczęć Kazimierza Wielkiego

### Ziemia kujawska i jej województwa

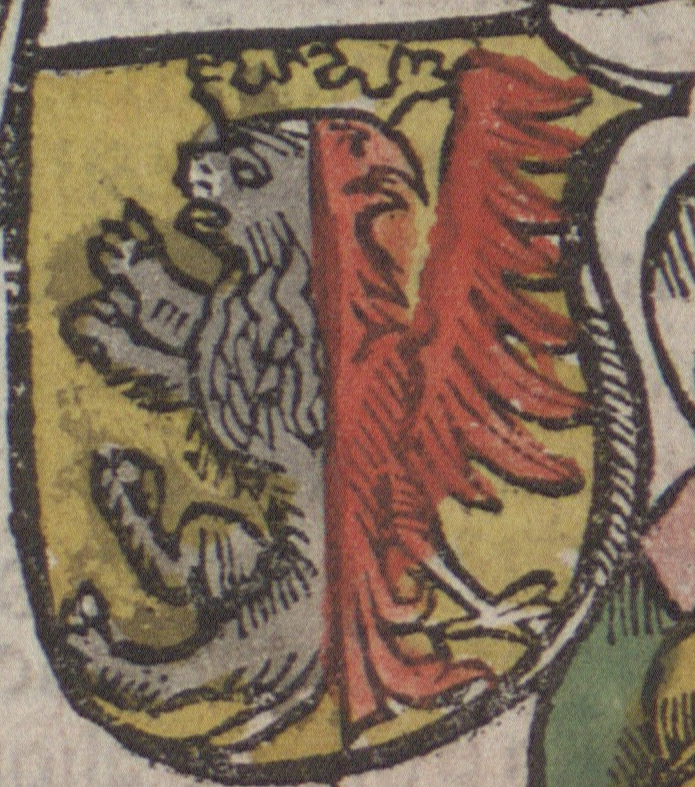
Herb Kujaw w Statucie Łaskiego (1506)
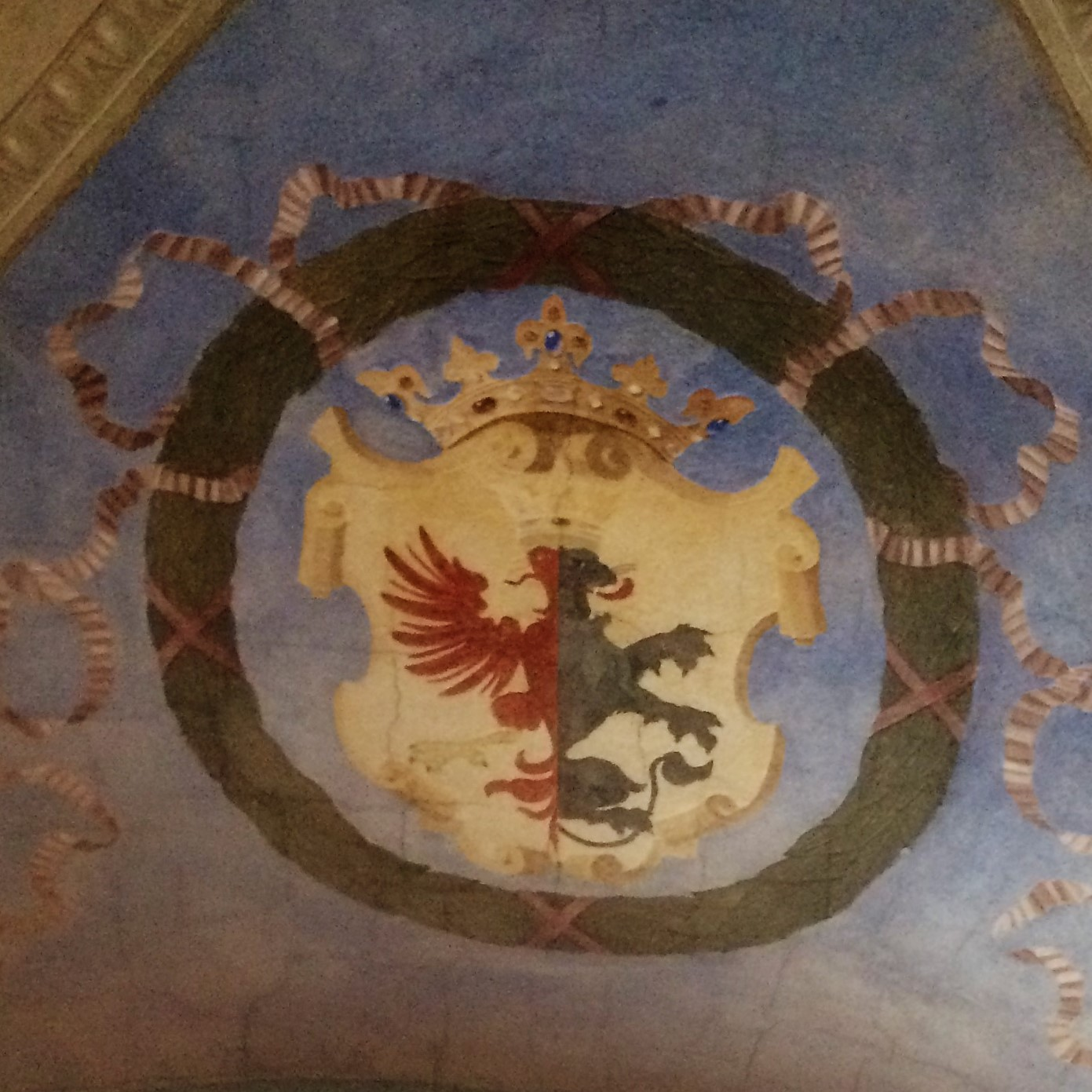
Herb województwa brzeskokujawskiego na Zamku Królewskim w Warszawie
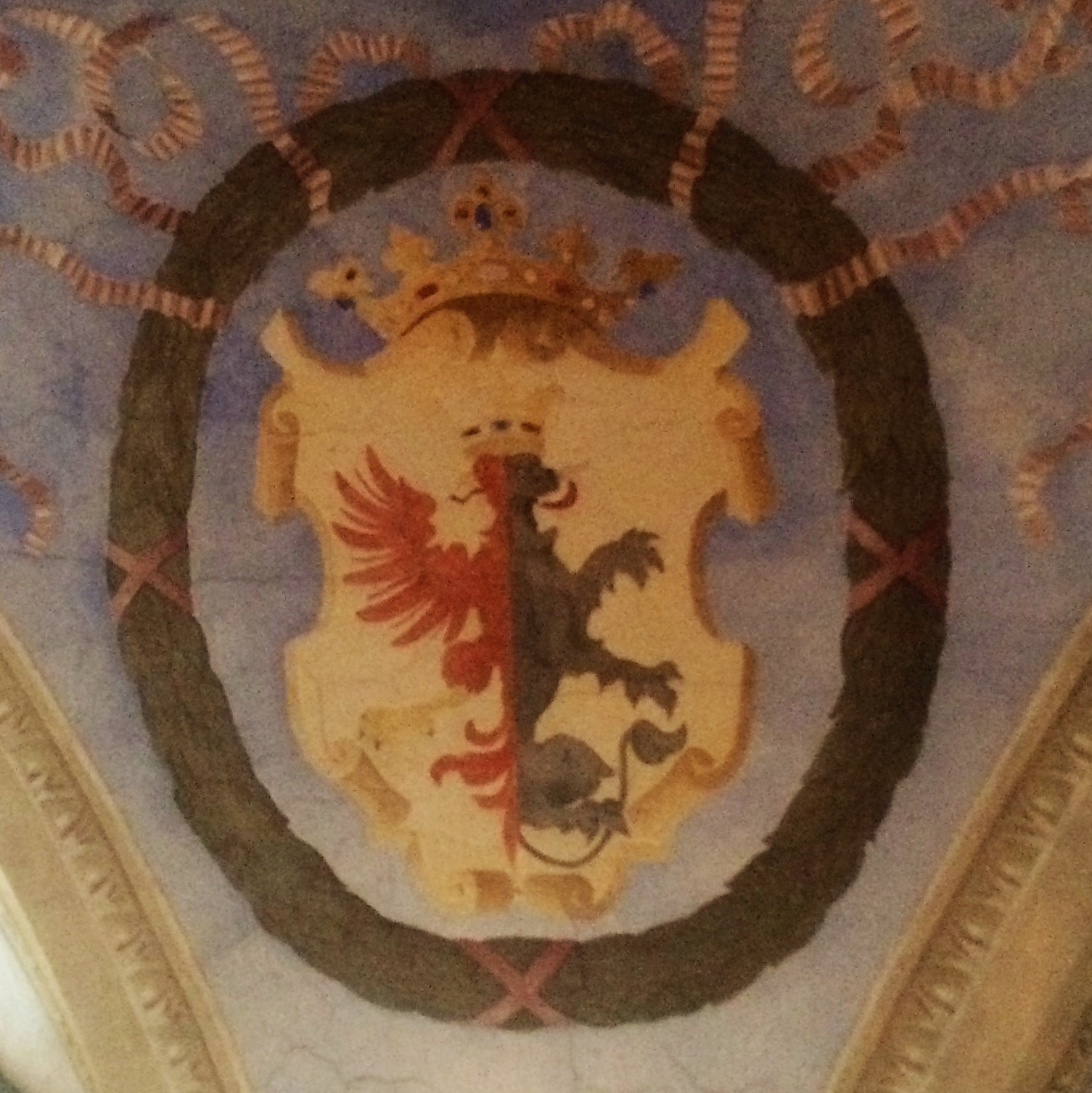
Herb województwa inowrocławskiego na Zamku Królewskim w Warszawie
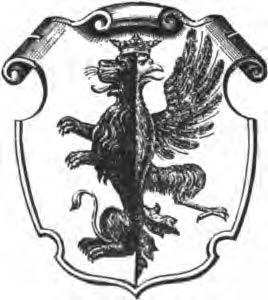
Herb województwa brzeskokujawskiego w herbarzu Kaspra Niesieckiego (1743)
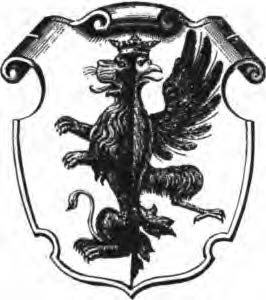
Herb województwa inowrocławskiego w herbarzu Kaspra Niesieckiego (1743)
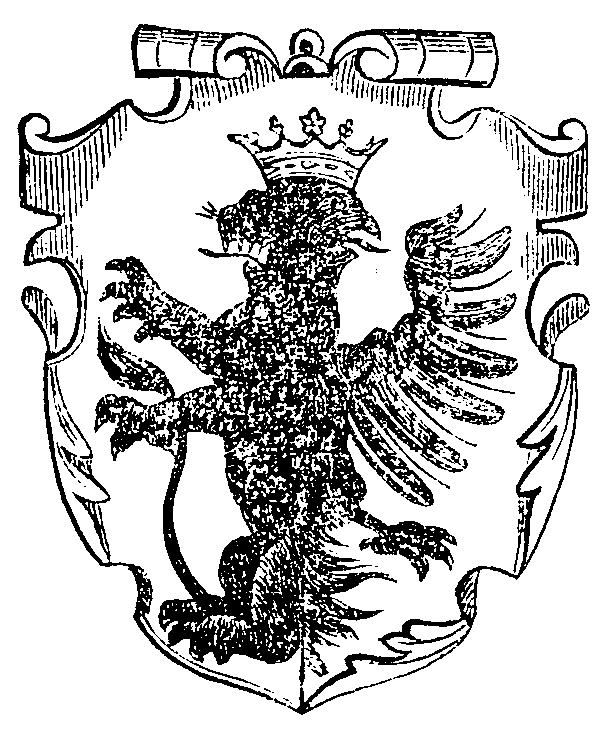
Herb Kujaw w XIX-wiecznym wydaniu herbarza Bartosza Paprockiego (1858)
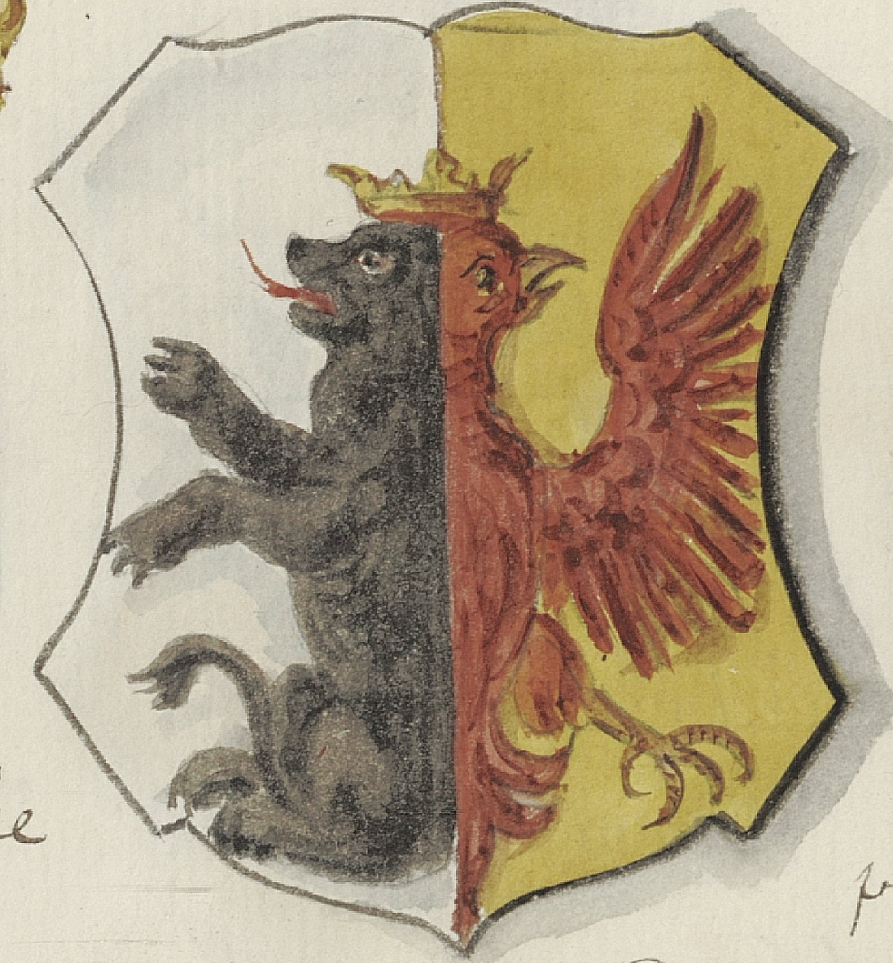
Herb „województwa kujawskiego” w herbarzu Bolesława Starzyńskiego (1875–1900)
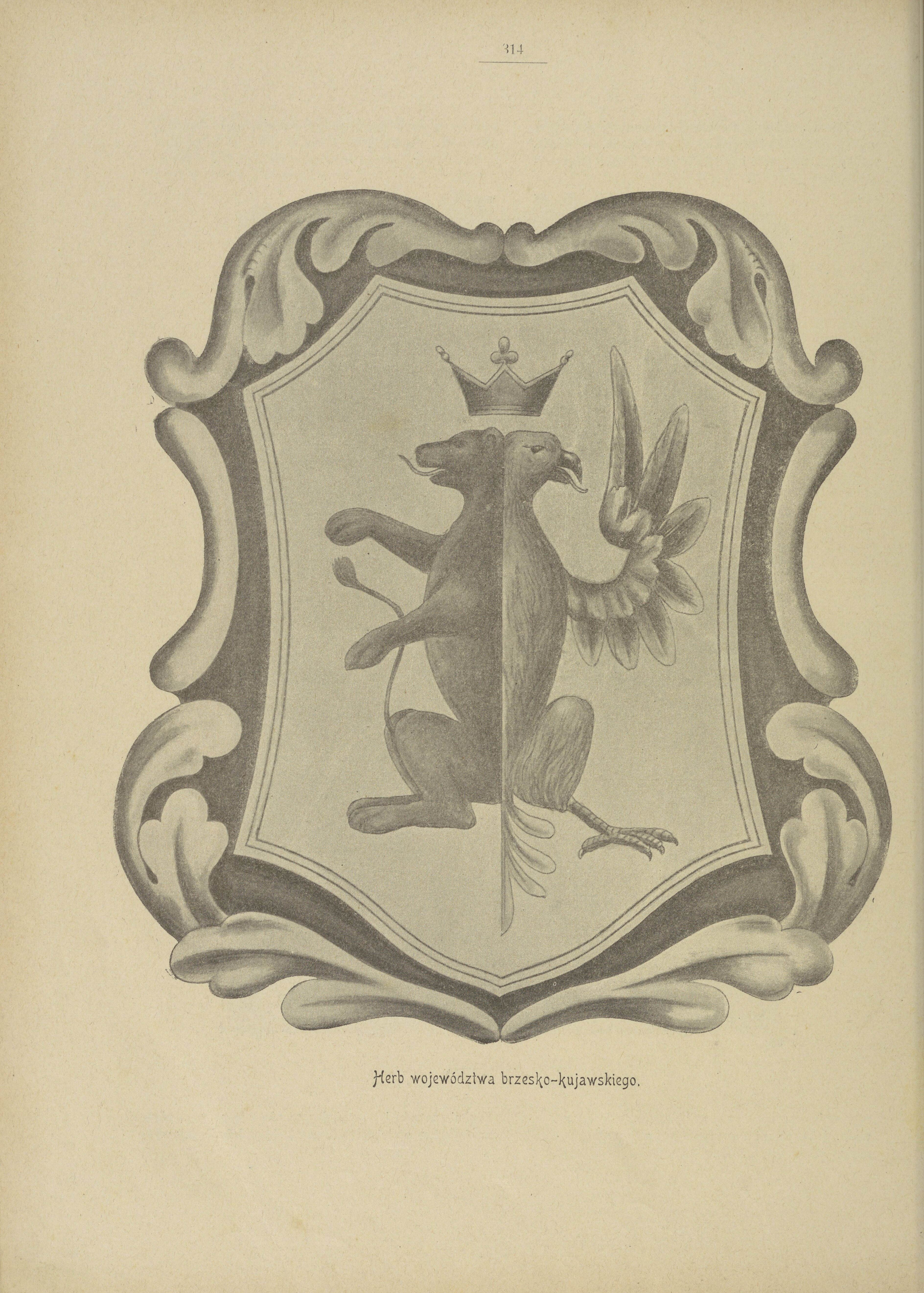
Herb województwa brzeskokujawskiego na rycinie z Dziejów Polski ilustrowanych Augusta Sokołowskiego (1900)
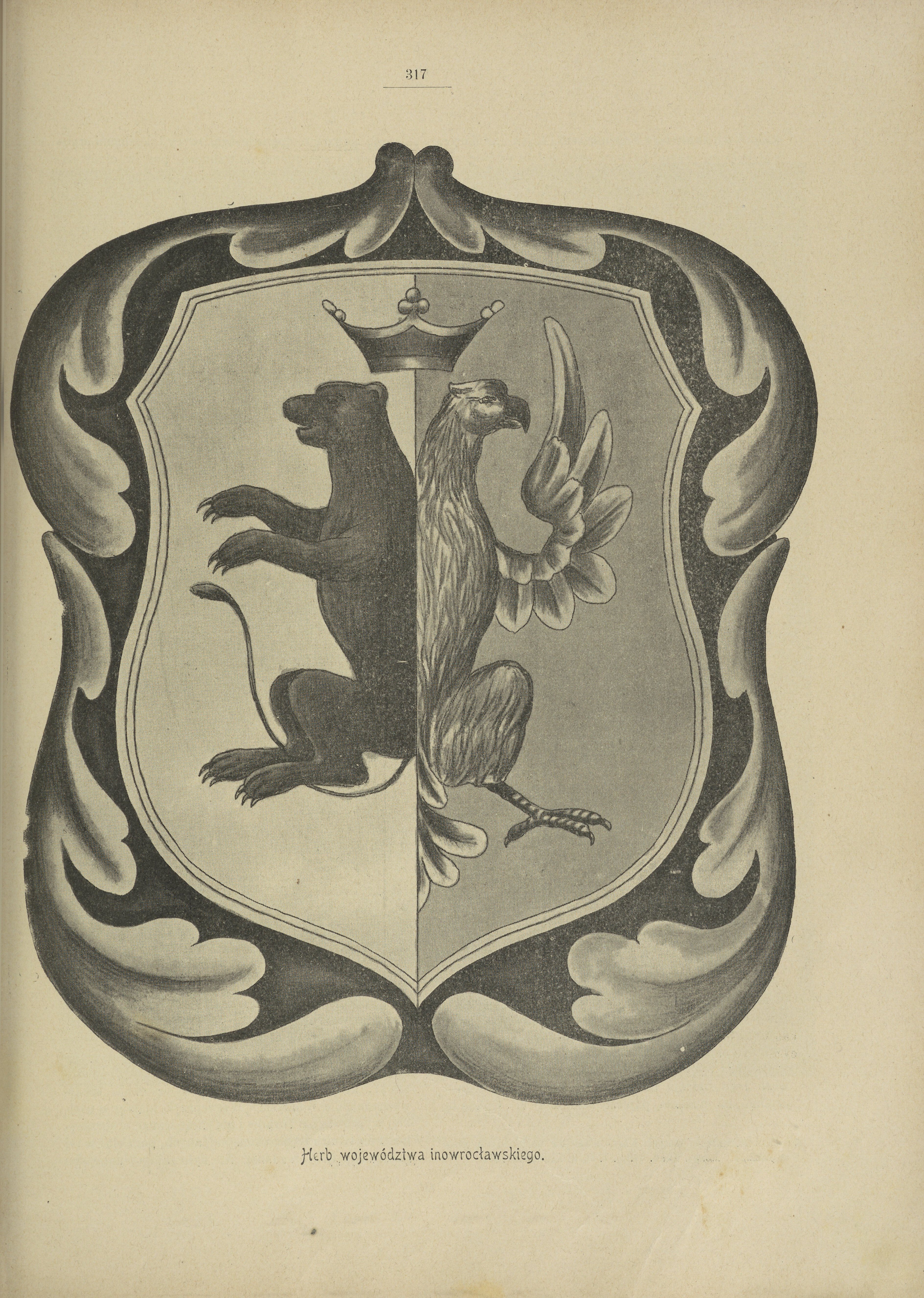
Herb województwa inowrocławskiego na rycinie z Dziejów Polski ilustrowanych Augusta Sokołowskiego (1900)
Współczesna rekonstrukcja herbu Kujaw (sprzed wykształcenia się stałych barw)

### Królestwo Kongresowe

Herb województwa mazowieckiego
Herb guberni warszawskiej do 1866 roku

### Współcześnie

Herb województwa kujawsko-pomorskiego
Herb powiatu aleksandrowskiego
Herb powiatu bydgoskiego
Herb powiatu inowrocławskiego
Herb powiatu mogileńskiego
Herb powiatu radziejowskiego
Herb powiatu włocławskiego
Herb gminy Bądkowo
Herb gminy Radziejów
Herb gminy Włocławek
Herb Brześcia Kujawskiego
Herb Gniewkowa
Herb Rypina